# Hendrik Helder Pzn.

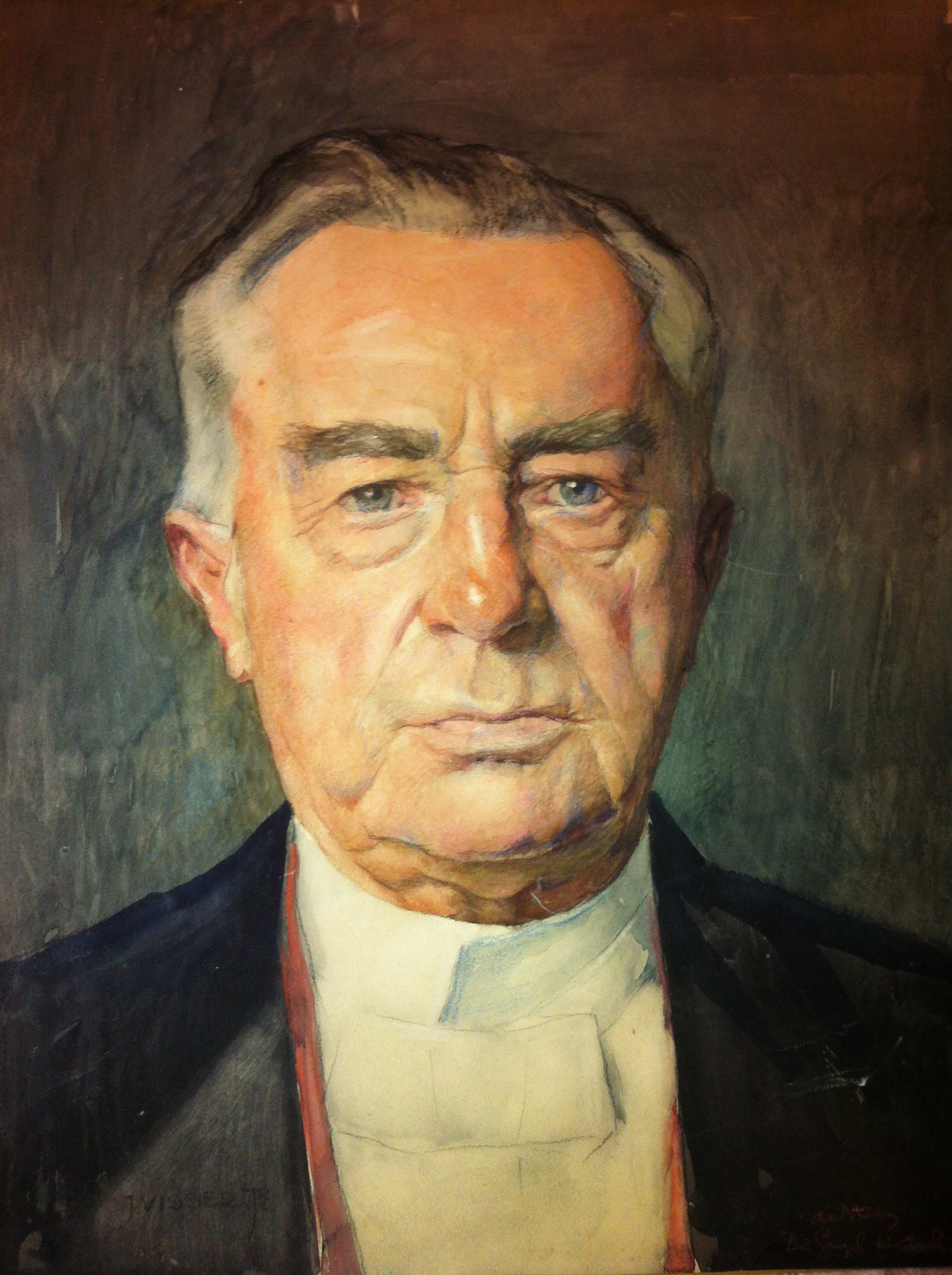
Hendrik Helder Pieterzoon geschilderd door Jan Visser jr.

Hendrik Helder Pzn. (Aalsum, 26 maart 1849 - 's-Gravenhage, 19 juni 1926) was een Gronings binnenlands agent (1873), koopman (1882) en graanhandelaar (1897), die aan het hoofd stond van een van de clans die de Groningse graanhandel van eind 19e en begin 20e eeuw in handen hadden. Helder zat vanaf 21 juli 1891 tot 2 september 1919 in de Groningse gemeenteraad, waarbinnen hij in verschillende commissies zitting had.
Hendrik Helder, zoon van de handelaar Pieter Helder, die een houtzaak in Aalsum bezat, en Grietje van der Meulen, trouwde op 15 oktober 1873 te Groningen met Anna Geertruida Hesselink, dochter van de vervener Hindrik Hesselink en Catharina Blaupot. Uit het huwelijk kwamen vier kinderen voort.

## Handel
Samen met zijn zwager Simon Hesselink richtte Hendrik Helder een vennootschap onder firma op, die zich toelegde op de handel in vlas, hede, wol, lijnzaad en granen. Voor deze firma werd aan het Lage der A, nabij de noordzijde van de Speldemakersgang enkele pakhuizen en een woning aangekocht en later uitgebreid met nieuwbouw aan de noordzijde van de Speldemakersgang.
Na de dood van Simon Hesselink in 1894 zette Helder de firma om in de "N.V. Helder en Hesselink's graan- en zaadhandel". Tijdens de Eerste Wereldoorlog stortte de handel in granen in en tijdens de Tweede Wereldoorlog kreeg het bedrijf de genadeslag; er moest tot liquidatie van het bedrijf worden overgegaan.

## Vrijmetselarij
Hendrik Helder Pzn. was een actief lid van de Groningse vrijmetselarij. Zo was hij van 1910 tot 1920 voorzittend meester van de loge L'Union Provinciale, een uit 1772 stammende vrijmetselaarsloge. Onder zijn bewind werd er een nieuwe loge opgericht voor in Groningen gelegerde Engelse militairen, de "Gastvrijheid Lodge".